# 루이스 스퍼리 채퍼

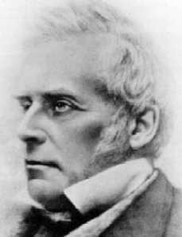

루이스 스퍼리 채퍼(Lewis Sperry Chafer; 1871년 2월 27일 - 1952년 8월 22일)는 미국의 신학자이다. 달라스 신학교를 세웠으며 초대 총장이었다. 세대주의 신학을 주창하였다.
그는 복음주의 운동에 많은 영향을 미쳤다. 그의 제자로는 찰스 캘드웰 라이리, 존 왈부어드 등이 있다.
1947년에 10년의 작업으로 8권짜리 조직 신학의 저술에 성공하였다.
그는 무가 은총 신학의 선구자로 그의 영향을 받아 성화가 없는 신자들을 양산해 냈다는 지적이 있다.